# Pujilí (canton)
Le canton de Pujilí est l'un des sept cantons de la province de Cotopaxi, au centre de l'Équateur. En 2010, sa population s'élevait à 69 055 habitants.

## Administration
Son chef-lieu est la ville de Pujilí, située à 2 961 m d'altitude, sur les pentes du mont Sinchahuasín.
Le canton se divise en paroisses : la paroisse urbaine de Pujilí, où se concentre la plus grande part de la population, et six paroisses rurales:
- Angamarca
- Guangaje
- La Victoria
- Pílalo
- Tingo
- Zumbahua

## Géographie

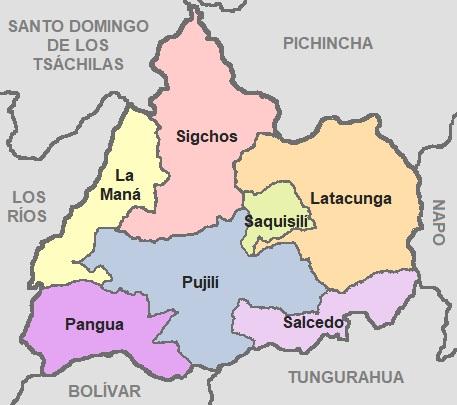
Cantons de la province de Cotopaxi

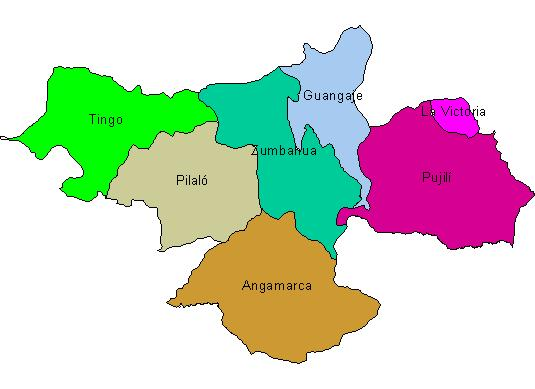
Paroisses du canton de Pujilí